# آی‌ای‌آر ۱۴
آی‌ای‌آر ۱۴ (به انگلیسی: IAR 14) یک هواپیمای ساختِ کارخانهٔ ایندوستریا آئروناتیکا رومانا است. نخستین استفاده‌کنندهٔ این هواپیما نیروی هوایی سلطنتی رومانی بوده‌است. این هواپیما در ۱۹۳۳ میلادی نخستین پرواز خود را انجام داد.